# منيشغة
منيشغة (بالفارسية: منیشگه) هي منطقة سكنية تقع في Charuymaq-e Jonubesharqi Rural District في إيران. يقدر عدد سكانها بـ 89 نسمة .